# Karsten Volkmann
Pour les articles homonymes, voir Volkmann.
Karsten Volkmann  est un coureur cycliste allemand né le 1er septembre 1978 à Zschopau. 

## Palmarès sur route

### Par année
- 2005
  - Tour du Sachsenring
  - Tour de Sebnitz
- 2006
  - 2e du Tour de Sebnitz
- 2008
  - Tour du Sachsenring

### Classements mondiaux
| Année           | 2005 | 2006 | 2007 | 2008 | 2009  |
| --------------- | ---- | ---- | ---- | ---- | ----- |
| UCI Europe Tour | 338e | 968e |      |      | 1159e |

## Palmarès en cyclo-cross
- 2010-2011
  -  Médaillé de bronze du championnat du monde de cyclo-cross masters (30-34 ans)